# Nachtigallental (Hüllhorst)

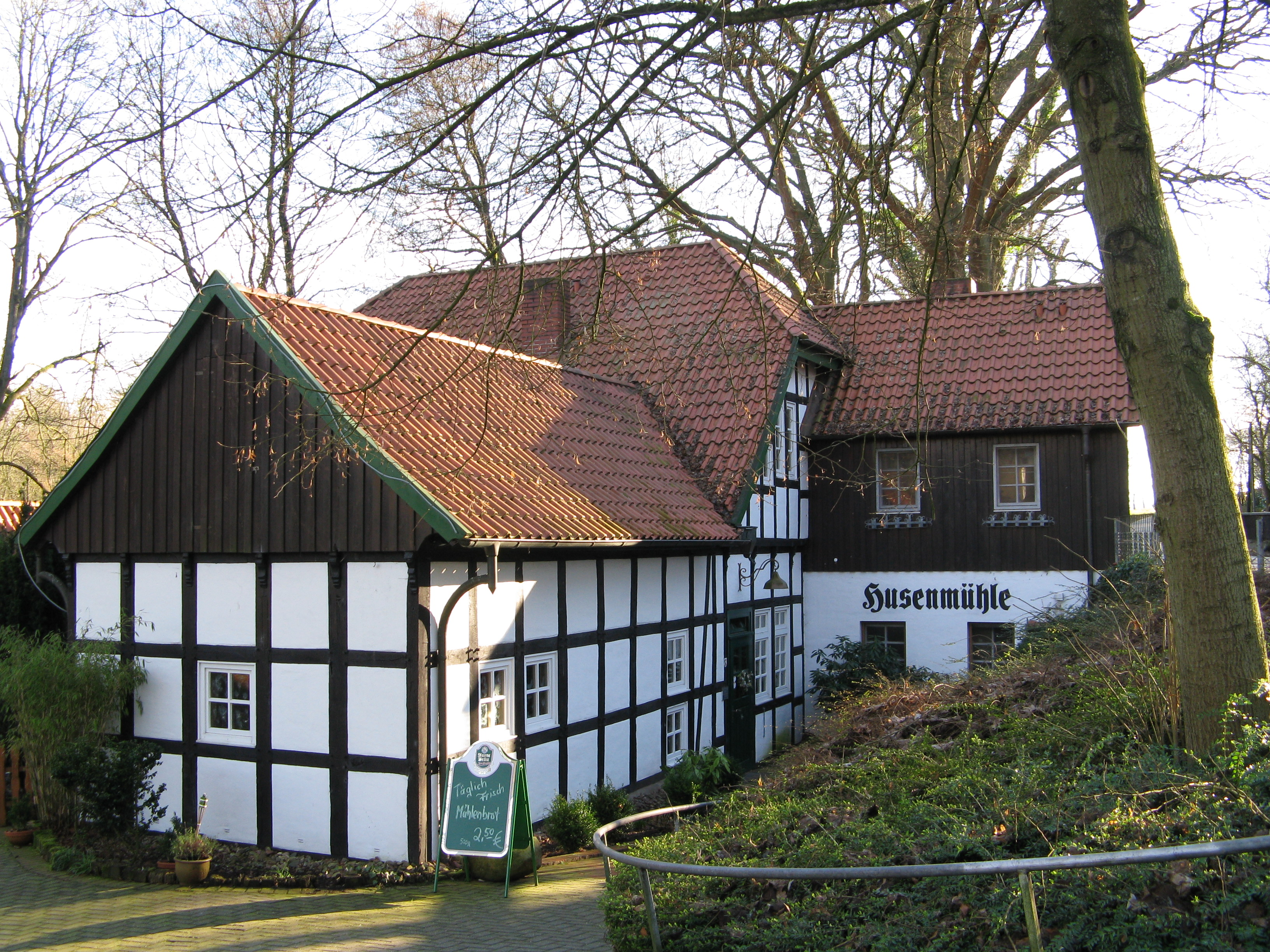
An der Husenmühle beginnt das Nachtigallental.

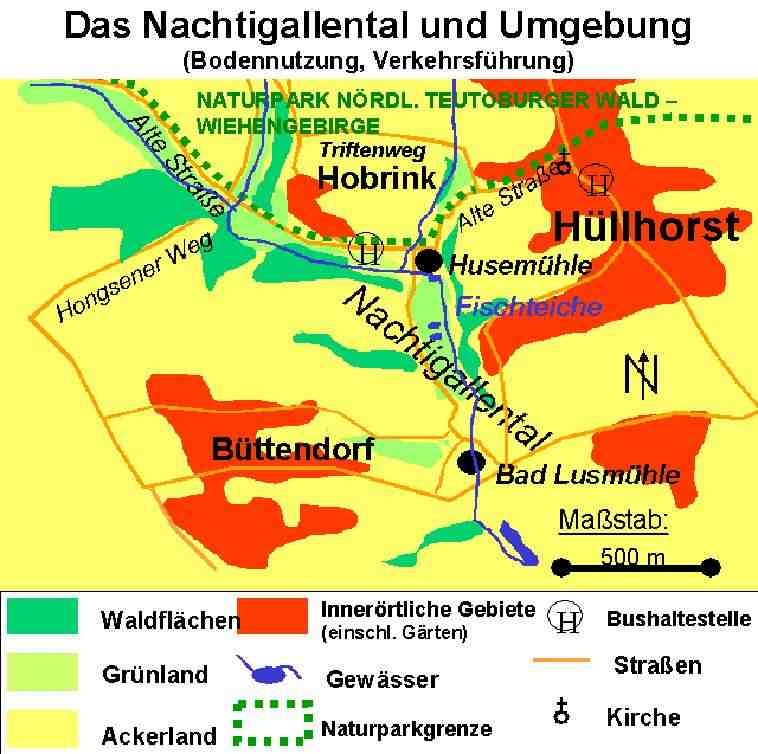

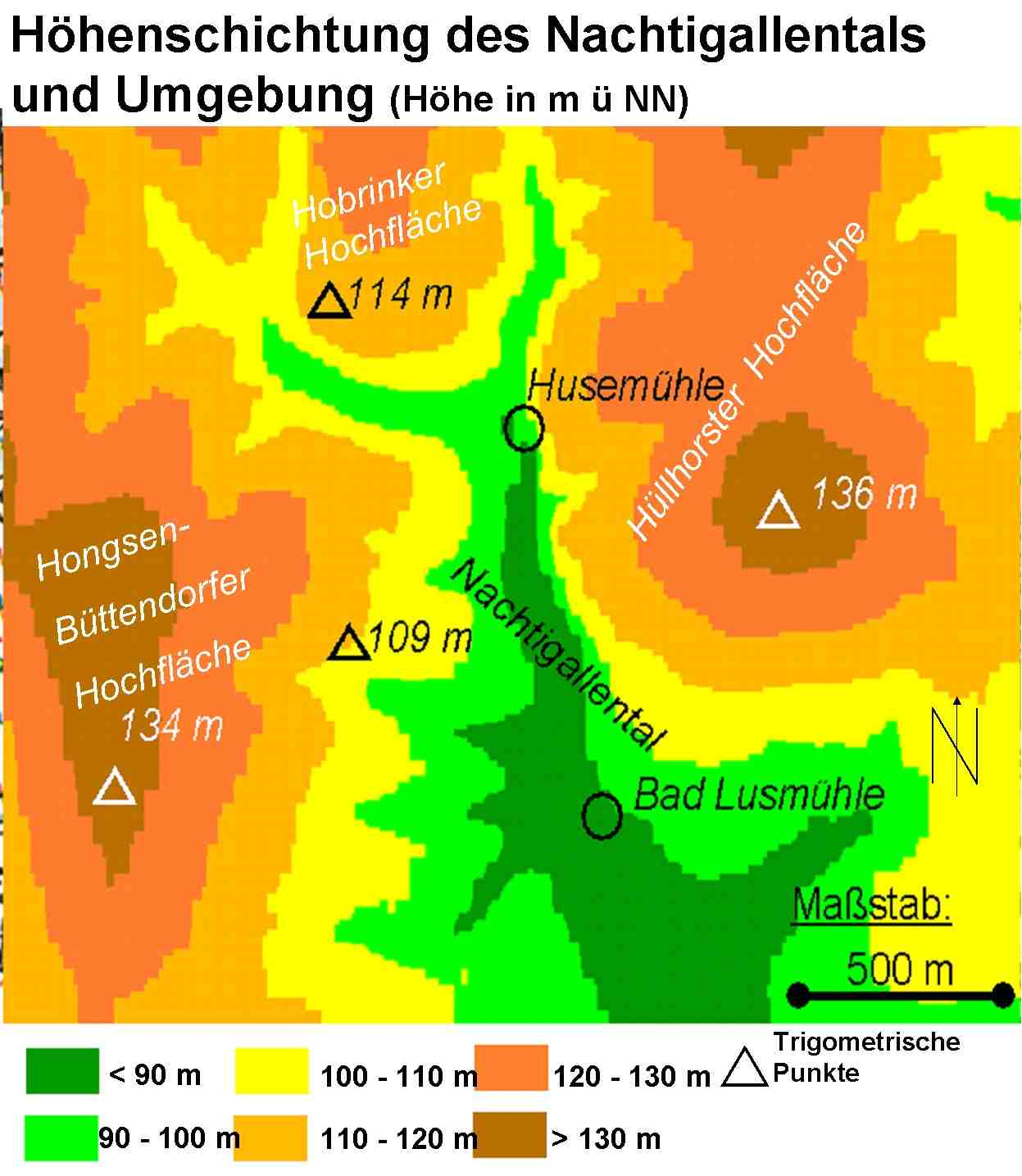
Das Nachtigallental stellt einen deutlichen Geländeeinschnitt dar.

Das Nachtigallental ist ein 1.000 Meter langes, von Norden nach Süden verlaufendes Tal im Zentrum der Gemeinde Hüllhorst, Kreis Minden-Lübbecke. Es beginnt an der Husemühle, einer in den 1990er Jahren aufwändig restaurierten Wassermühle unweit der „Alten Straße“, einer Landstraße, die die Orte Hüllhorst und Niedringhausen verbindet, und endet am Bauernbad, „Bad Lusmühle“, einem stark schwefelhaltigen Thermalbad. Am Südende des Tales befindet sich ein öffentlicher Grillplatz. 
Das Nachtigallental gehört landschaftlich zur Ravensberger Mulde. Das waldreiche Tal bildet aufgrund der zentralen Lage ein beliebtes und leicht erreichbares Naherholungsgebiet für die Bewohner der angrenzenden Ortschaften Büttendorf, Hüllhorst und Hobrink. Der umgebende Wald ist das größte zusammenhängende Waldgebiet der Gemeinde Hüllhorst außerhalb des Wiehengebirges.
Die Namensgebung leitet sich von den dort einst brütenden Nachtigallen ab. Der Talgrund liegt zwischen 92 und 84 m ü. NN. Der das Tal nach Süden durchfließende und entwässernde Bach ist der Mühlenbach. Der Talanfang wird auch durch die Mündung des Reineberger Baches in den Mühlenbach, ca. 100 westlich der Husemuhle, markiert.
Im Tal befinden sich neben einigen weidewirtschaftlich genutzten Flächen mehrere Fischteiche. Am Taleingang, westlich genannter Mühle, gibt es ein kleines moorartiges Feuchtgebiet.
Bereits 1646 wurde die Husenmühle im Nachtigallental erwähnt. Bis 1962 wurde die in dem aus dem 19. Jahrhundert stammenden Mühlengebäude befindliche Mühle betrieben. Sie besitzt ein oberschlächtiges Wasserrad mit einem Durchmesser von vier Metern, das vom Wasser des Lusbaches angetrieben wird. Nach der Einstellung des Mühlenbetriebes verfiel das Gebäude. Der neue Eigentümer errichtete das Gebäude auf den gut erhaltenen Grundmauern originalgetreu und erneuerte auch die Mühleneinrichtung. Heute wird in dem Mühlengebäude ein Cafe-Restaurant betrieben.